# Turner Stevenson
Turner Ladd Stevenson, född 18 maj 1972, är en kanadensisk före detta professionell ishockeyforward som tillbringade 13 säsonger i den nordamerikanska ishockeyligan National Hockey League (NHL), där han spelade för ishockeyorganisationen Montreal Canadiens, New Jersey Devils och Philadelphia Flyers. Han producerade 190 poäng (75 mål och 115 assists) samt drog på sig 969 utvisningsminuter på 644 grundspelsmatcher. Stevenson spelade även på lägre nivåer för Fredericton Canadiens i American Hockey League (AHL) och Seattle Thunderbirds i Western Hockey League (WHL).
Han draftades i första rundan i 1990 års draft av Montreal Canadiens som tolfte spelare totalt.
Stevenson vann en Stanley Cup med New Jersey Devils för säsongen 2002–2003.

## Statistik
| Källa: Utv = Utvisningsminuter | Källa: Utv = Utvisningsminuter                        | Källa: Utv = Utvisningsminuter                        |                                                       | Grundserie                                            | Grundserie                                            | Grundserie                                            | Grundserie                                            | Grundserie                                            |                                                       | Slutspel                                              | Slutspel                                              | Slutspel                                              | Slutspel                                              | Slutspel                                              |
| Säsong                         | Lag                                                   | Liga                                                  | Matcher                                               | Mål                                                   | Assists                                               | Poäng                                                 | Utv                                                   | Matcher                                               | Mål                                                   | Assists                                               | Poäng                                                 | Utv                                                   |                                                       |                                                       |
| ------------------------------ | ----------------------------------------------------- | ----------------------------------------------------- | ----------------------------------------------------- | ----------------------------------------------------- | ----------------------------------------------------- | ----------------------------------------------------- | ----------------------------------------------------- | ----------------------------------------------------- | ----------------------------------------------------- | ----------------------------------------------------- | ----------------------------------------------------- | ----------------------------------------------------- | ----------------------------------------------------- | ----------------------------------------------------- |
| 1988–1989                      | Seattle Thunderbirds                                  | WHL                                                   | 69                                                    | 15                                                    | 12                                                    | 27                                                    | 84                                                    | —                                                     | —                                                     | —                                                     | —                                                     | —                                                     |                                                       |                                                       |
| 1989–1990                      | Seattle Thunderbirds                                  | WHL                                                   | 62                                                    | 29                                                    | 32                                                    | 61                                                    | 276                                                   | 13                                                    | 3                                                     | 2                                                     | 5                                                     | 35                                                    |                                                       |                                                       |
| 1990–1991                      | Seattle Thunderbirds                                  | WHL                                                   | 57                                                    | 36                                                    | 27                                                    | 63                                                    | 222                                                   | 6                                                     | 1                                                     | 5                                                     | 6                                                     | 15                                                    |                                                       |                                                       |
|                                | Fredericton Canadiens                                 | AHL                                                   | —                                                     | —                                                     | —                                                     | —                                                     | —                                                     | 4                                                     | 0                                                     | 0                                                     | 0                                                     | 5                                                     |                                                       |                                                       |
| 1991–1992                      | Seattle Thunderbirds                                  | WHL                                                   | 58                                                    | 20                                                    | 32                                                    | 52                                                    | 264                                                   | 15                                                    | 9                                                     | 3                                                     | 12                                                    | 55                                                    |                                                       |                                                       |
| 1992–1993                      | Montreal Canadiens                                    | NHL                                                   | 1                                                     | 0                                                     | 0                                                     | 0                                                     | 0                                                     | —                                                     | —                                                     | —                                                     | —                                                     | —                                                     |                                                       |                                                       |
|                                | Fredericton Canadiens                                 | AHL                                                   | 79                                                    | 25                                                    | 34                                                    | 59                                                    | 102                                                   | 5                                                     | 2                                                     | 3                                                     | 5                                                     | 11                                                    |                                                       |                                                       |
| 1993–1994                      | Montreal Canadiens                                    | NHL                                                   | 2                                                     | 0                                                     | 0                                                     | 0                                                     | 2                                                     | 3                                                     | 0                                                     | 2                                                     | 2                                                     | 0                                                     |                                                       |                                                       |
|                                | Fredericton Canadiens                                 | AHL                                                   | 66                                                    | 19                                                    | 28                                                    | 47                                                    | 155                                                   | —                                                     | —                                                     | —                                                     | —                                                     | —                                                     |                                                       |                                                       |
| 1994–1995                      | Montreal Canadiens                                    | NHL                                                   | 41                                                    | 6                                                     | 1                                                     | 7                                                     | 86                                                    | —                                                     | —                                                     | —                                                     | —                                                     | —                                                     |                                                       |                                                       |
|                                | Fredericton Canadiens                                 | AHL                                                   | 37                                                    | 12                                                    | 12                                                    | 24                                                    | 109                                                   | —                                                     | —                                                     | —                                                     | —                                                     | —                                                     |                                                       |                                                       |
| 1995–1996                      | Montreal Canadiens                                    | NHL                                                   | 80                                                    | 9                                                     | 16                                                    | 25                                                    | 167                                                   | 6                                                     | 0                                                     | 1                                                     | 1                                                     | 2                                                     |                                                       |                                                       |
| 1996–1997                      | Montreal Canadiens                                    | NHL                                                   | 65                                                    | 8                                                     | 13                                                    | 21                                                    | 97                                                    | 5                                                     | 1                                                     | 1                                                     | 2                                                     | 2                                                     |                                                       |                                                       |
| 1997–1998                      | Montreal Canadiens                                    | NHL                                                   | 63                                                    | 4                                                     | 6                                                     | 10                                                    | 110                                                   | 10                                                    | 3                                                     | 4                                                     | 7                                                     | 12                                                    |                                                       |                                                       |
| 1998–1999                      | Montreal Canadiens                                    | NHL                                                   | 69                                                    | 10                                                    | 17                                                    | 27                                                    | 88                                                    | —                                                     | —                                                     | —                                                     | —                                                     | —                                                     |                                                       |                                                       |
| 1999–2000                      | Montreal Canadiens                                    | NHL                                                   | 64                                                    | 8                                                     | 13                                                    | 21                                                    | 61                                                    | —                                                     | —                                                     | —                                                     | —                                                     | —                                                     |                                                       |                                                       |
| 2000–2001                      | New Jersey Devils                                     | NHL                                                   | 69                                                    | 8                                                     | 18                                                    | 26                                                    | 97                                                    | 23                                                    | 1                                                     | 3                                                     | 4                                                     | 20                                                    |                                                       |                                                       |
| 2001–2002                      | New Jersey Devils                                     | NHL                                                   | 21                                                    | 0                                                     | 2                                                     | 2                                                     | 25                                                    | 1                                                     | 0                                                     | 0                                                     | 0                                                     | 4                                                     |                                                       |                                                       |
| 2002–2003                      | New Jersey Devils                                     | NHL                                                   | 77                                                    | 7                                                     | 13                                                    | 20                                                    | 115                                                   | 14                                                    | 1                                                     | 1                                                     | 2                                                     | 26                                                    |                                                       |                                                       |
| 2003–2004                      | New Jersey Devils                                     | NHL                                                   | 61                                                    | 14                                                    | 13                                                    | 27                                                    | 76                                                    | 5                                                     | 0                                                     | 0                                                     | 0                                                     | 0                                                     |                                                       |                                                       |
| 2004–2005                      | Spelade ej på grund av konflikt mellan NHL och NHLPA. | Spelade ej på grund av konflikt mellan NHL och NHLPA. | Spelade ej på grund av konflikt mellan NHL och NHLPA. | Spelade ej på grund av konflikt mellan NHL och NHLPA. | Spelade ej på grund av konflikt mellan NHL och NHLPA. | Spelade ej på grund av konflikt mellan NHL och NHLPA. | Spelade ej på grund av konflikt mellan NHL och NHLPA. | Spelade ej på grund av konflikt mellan NHL och NHLPA. | Spelade ej på grund av konflikt mellan NHL och NHLPA. | Spelade ej på grund av konflikt mellan NHL och NHLPA. | Spelade ej på grund av konflikt mellan NHL och NHLPA. | Spelade ej på grund av konflikt mellan NHL och NHLPA. | Spelade ej på grund av konflikt mellan NHL och NHLPA. | Spelade ej på grund av konflikt mellan NHL och NHLPA. |
| 2005–2006                      | Philadelphia Flyers                                   | NHL                                                   | 31                                                    | 1                                                     | 3                                                     | 4                                                     | 45                                                    | —                                                     | —                                                     | —                                                     | —                                                     | —                                                     |                                                       |                                                       |
| NHL totalt                     | NHL totalt                                            | NHL totalt                                            | 644                                                   | 75                                                    | 115                                                   | 190                                                   | 969                                                   | 67                                                    | 6                                                     | 12                                                    | 18                                                    | 66                                                    |                                                       |                                                       |
| AHL total                      | AHL total                                             | AHL total                                             | 182                                                   | 56                                                    | 74                                                    | 130                                                   | 366                                                   | 9                                                     | 2                                                     | 3                                                     | 5                                                     | 16                                                    |                                                       |                                                       |
| WHL total                      | WHL total                                             | WHL total                                             | 246                                                   | 100                                                   | 103                                                   | 203                                                   | 846                                                   | 34                                                    | 13                                                    | 10                                                    | 23                                                    | 105                                                   |                                                       |                                                       |

### Internationellt
| Källa:        | Källa:        | Källa:        |         | Utv = Utvisningsminuter | Utv = Utvisningsminuter | Utv = Utvisningsminuter | Utv = Utvisningsminuter | Utv = Utvisningsminuter |
| År            | Lag           | Mästerskap    | Matcher | Mål                     | Assists                 | Poäng                   | Utv                     |                         |
| ------------- | ------------- | ------------- | ------- | ----------------------- | ----------------------- | ----------------------- | ----------------------- | ----------------------- |
| 1992          | Kanada        | JVM           | 7       | 0                       | 2                       | 2                       | 14                      |                         |
| Junior totalt | Junior totalt | Junior totalt | 7       | 0                       | 2                       | 2                       | 14                      |                         |